# Satz von Kronecker-Capelli
Der Satz von Kronecker-Capelli ist ein Lösbarkeitskriterium für lineare Gleichungssysteme. Er ist nach den Mathematikern Leopold Kronecker (1823–1891) und Alfredo Capelli (1855–1910) benannt, wurde aber zuvor in verschiedenen Formulierungen bereits von anderen Mathematikern verwendet, darunter Fontené, Rouché und Frobenius. Dementsprechend trägt der Satz in der (internationalen) Literatur oft unterschiedliche Namen, wird einfach als Lösbarkeitskriterium bezeichnet oder namenlos verwendet.

## Aussage
Zu einem linearen Gleichungssystem
{\displaystyle {\begin{matrix}a_{11}x_{1}+a_{12}x_{2}\,+&\cdots &+\,a_{1n}x_{n}&=&b_{1}\\a_{21}x_{1}+a_{22}x_{2}\,+&\cdots &+\,a_{2n}x_{n}&=&b_{2}\\&&&\vdots &\\a_{m1}x_{1}+a_{m2}x_{2}\,+&\cdots &+\,a_{mn}x_{n}&=&b_{m}\\\end{matrix}}}
bezeichne {\displaystyle A} die Koeffizientenmatrix
{\displaystyle {\begin{pmatrix}a_{11}&a_{12}&\cdots &a_{1n}\\a_{21}&a_{22}&\cdots &a_{2n}\\\vdots &\vdots &\ddots &\vdots \\a_{m1}&a_{m2}&\cdots &a_{mn}\end{pmatrix}}}
und {\displaystyle (A|b)} die erweiterte Koeffizientenmatrix
{\displaystyle \left({\begin{array}{cccc|c}a_{11}&a_{12}&\cdots &a_{1n}&b_{1}\\a_{21}&a_{22}&\cdots &a_{2n}&b_{2}\\\vdots &\vdots &\ddots &\vdots &\\a_{m1}&a_{m2}&\cdots &a_{mn}&b_{m}\end{array}}\right)}
Der Satz von Kronecker-Capelli besagt nun, dass dieses Gleichungssystem genau dann (mindestens) eine Lösung besitzt, wenn der Rang der Koeffizientenmatrix {\displaystyle A} dem Rang der erweiterten Koeffizientenmatrix {\displaystyle (A|b)} entspricht, also
{\displaystyle {\text{rang}}(A)={\text{rang}}(A|b)}
gilt.